# Объединённая лютеранская церковь Америки
Объединённая лютеранская церковь Америки (англ. United Lutheran Church in America) — лютеранская деноминация США, существовавшая с 1918 по 1962 год.

## История
Церковь была создана в результате объединения трёх германо-язычных синодов: Общего синода, Общего совета и Объединённого синода Юга. В 1920 года к ОЛЦА присоединился Словацкий Сионский синод, а в 1940 году Исландский синод.
В 1962 году ОЛЦА вошла в состав Лютеранской церкви Америки, которая в 1988 году вошла в состав Евангелической лютеранской церкви Америки.

## Президенты
- Фредерик Херманн Кнубел (1918—1944)
- Франклин Кларк Фрай (1944—1962)